# Amintas de India

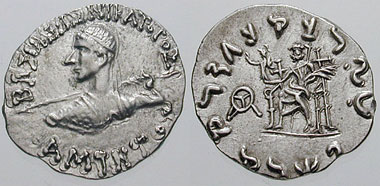
Moneda de Amintas Nicator

Amyntas Nikator (Griego: Ἀμύντας ὁ Νικάτωρ; el epíteto significa "el Conquistador") fue un rey indogriego. Sus acuñaciones se han encontrado en Punyab oriental y Afganistán, indicando que gobernó un territorio considerable.

## Tiempo de reinado
Bopearachchi sitúa a Amintas en c. 95–90 a. C. mientras que R. C. Sénior le coloca en c. 80–65 a. C.

## Monedas
Amintas acuñó monedas bilingües de plata con una variedad de retratos. La mayoría de ellos llevan en el reverso a Zeus sedente, sosteniendo una palma de victoria y una estatua pequeña de Atenea, lo cual, según RC Sénior, puede indicar una alianza entre la casa de Menandro I y la casa de Antialcidas. Algunas de sus monedas presentan en el reverso a Atenea guerrera, típica de los descendientes de Menandro. El epíteto Nikator (Victor) fue anteriormente utilizado sólo en las monedas bactrianas de Agatocles de Bactriana, un siglo antes del reinado de Amintas.
Sus bronces llevan la deidad sincrética Zeus-Mitra, con el gorro frigio, y Atenea de pie, en reposo, ambos formando el vitarka mudra.
Amintas también acuñó algunas monedas áticas espectaculares, las monedas de plata más grandes de la Antigüedad: doble decadracmas, de 85g. de peso. Estas monedas enormes fueron encontradas en el sitio arqueológico de Kunduz en Afganistán. Algunas de estas monedas llevan en el reverso al Zeus ordinario, pero otras utilizaron a Tique en una posición idéntica.

## Sobreacuñaciones
Se sabe que Amintas hizo sobreacuñaciones sobre monedas de Heliocles II.